# Marco Postinghel
Marco Postinghel (* 1968 in Bozen) ist ein italienischer Fagottist und Musikpädagoge. 
Postinghel begann seine musikalische Ausbildung in Bozen bei Romano Santi und studierte dann bei Klaus Thunemann in Hannover. Nachdem er drei Jahre am Conservatorio Benedetto Marcello in Venedig unterrichtet hatte, vervollkommnete er seine Ausbildung an der Karajan-Akademie des Berliner Philharmonischen Orchesters. Daneben war er von 1986 bis 1991 Mitglied des Jugendorchesters der Europäischen Gemeinschaft. Er wurde dann Solofagottist des Orchestre de Paris und 1994 des Symphonieorchesters des Bayerischen Rundfunks. 
Er gewann Preise bei zahlreichen internationalen Wettbewerben und spielte bei Auftritten in ganz Europa, Südamerika, Korea und Japan Fagottkonzerte unter der Leitung von Dirigenten wie Semyon Bychkov, Carlo Maria Giulini, Kent Nagano, Lorin Maazel, Wolfgang Sawallisch und Franz Welser-Möst. Als Kammermusiker trat er mit Yefim Bronfman, Juri Bashmet, Natalja Gutman, Heinz Holliger, Gidon Kremer, András Schiff und Tabea Zimmermann auf und ist Mitglied des Mullova Ensemble und des Ensemble Les Nations. Neben dem klassischen Repertoire spielt er auch Barockmusik auf historischen Instrumenten u. a. mit dem Concerto Italiano, den English Baroque Soloists, I Barocchisti, der Accademia Bizantina und dem Ensemble Musica Saeculorum und Werke zeitgenössischer Komponisten mit dem Ensemble Ricerca Nuova und dem Ensemble Modern.
Postinghel ist Professor am Mozarteum in Salzburg, unterrichtet an der Mahler-Akademie und der Scuola di musica di Fiesole und gibt Meisterkurse für Fagott und Kammermusik in Deutschland, Finnland, Frankreich, Italien, Schweiz, Spanien, Korea und Japan. Als Juror wirkte er u. a. am Internationalen Musikwettbewerb der ARD mit.